# وطنيون (الثورة الأميركية)

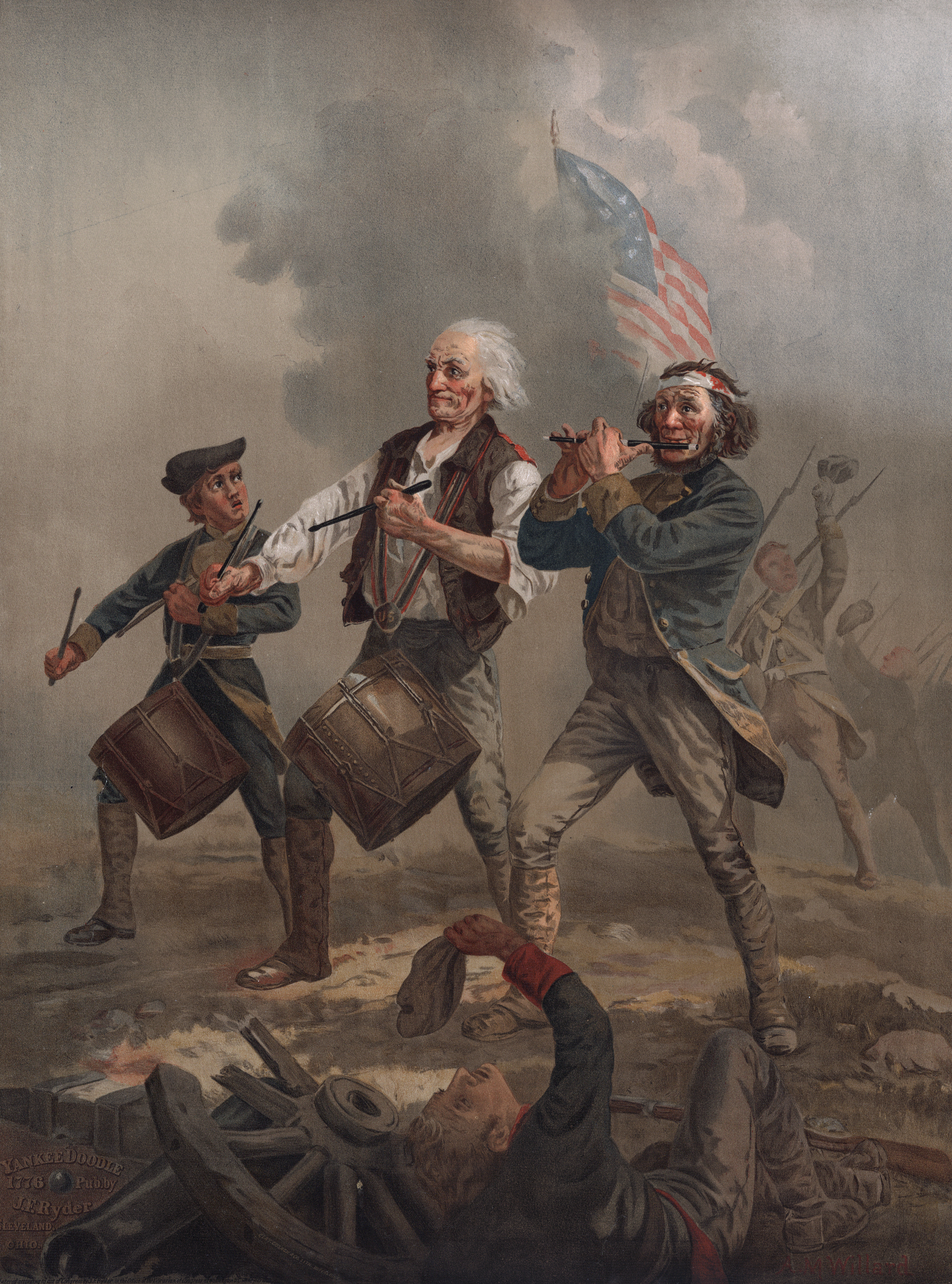

الوطنيون  (بالإنجليزية: Patriots)‏ عرفوا باسم الثوريين والأميركيين اليمينيين كذلك، كانوا سكان المستعمرات الثلاثة عشر الذين تمردوا بشكل عنيف ضد السيطرة البريطانية خلال الثورة الأميركية، وبذلك أعلنوا الولايات المتحدة الأميركية أمة مستقلة. استند تمردهم على الفلسفة السياسية للجمهورياتية، كما عبر عنها توماس جيفرسون، جون آدامز، وتوماس بين. يُطلق المسمى على أولئك الذين اختاروا التمرد مقابل الموالين لبريطانيا، بعضهم كانوا من نفس العائلة.

## المصطلحات

### الوطنيون أو الويغز (حزب الأحرار البريطاني)
أطلق النقاد الذين عارضوا السياسة البريطانية تجاه المستعمرات الثلاث عشرة على أنفسهم اسم الويغز (حزب الأحرار البريطاني) بعد عام 1768، مُعرفين أنفسهم بأعضاء حزب الأحرار البريطاني الذين كانوا يؤيدون سياسات استعمارية مشابهة. يذكر صمويل جونسون أن مصطلح الوطنيون يحمل دلالة سلبية في تلك الفترة وكان لقبًا مهينًا إذ وصفهم بـ: «المثيرون للمعارضة الحكومية».

### التوريون أو الملكيون
أطلق المستعمرون الذين دعموا سلطة بريطانيا قبل الثورة على أنفسهم اسم التوريون (المحافظون) أو الملكيون تماشيًا مع الفلسفة السياسية التقليدوية كما كانت موجودة في بريطانيا العظمى، وأصبح هؤلاء الأشخاص يعرفون بالموالين خلال الثورة الأمريكية. هاجر حوالي 15% من الموالين شمالًا إلى الأراضي البريطانية المتبقية في كندا بعد الحرب وأطلقوا على أنفسهم اسم الموالون للإمبراطورية المتحدة. بينما قرر 85% من الموالين البقاء في الولايات المتحدة الجديدة ومُنِحوا الجنسية الأمريكية.

## المكونات
نشط العديد من الوطنيين في مجموعات مختلفة قبل بداية الثورة الأمريكية بشكل رسمي، بما في ذلك مجموعة أبناء الحرية. يُشار إلى أبرز القادة الوطنيين اليوم على أنهم الآباء المؤسسون للولايات المتحدة وهم 56 ممثلًا عن الكونغرس القاري الثاني في فيلادلفيا والذين وقعوا على إعلان الاستقلال الأمريكي.
يأتي الوطنيون من فئات متنوعة وخلفيات مختلفة من سكان المستعمرات الثلاث عشرة. دعم حوالي 40-45% من السكان البيض في المستعمرات الثلاث عشرة قضية الوطنيين، بينما دعم 15-20% منهم الموالين وحافظ البقية على موقف محايد. ظل الغالبية العظمى من الموالين في المستعمرات الثلاث عشرة خلال الثورة الأمريكية، مع ذلك فرَّت أقلية منهم إلى كندا وبريطانيا العظمى وفلوريدا وجزر الهند الغربية.

## الدوافع

### الاختلافات بين الوطنيين والموالين
درس المؤرخون الدوافع التي أدت إلى انحياز الأفراد من جانب إلى الآخر من جوانب النزاع الأمريكي البريطاني. استخدم المؤرخ ليونارد وودز لاباري في جامعة ييل الكتابات المنشورة وغير المنشورة للرجال البارزين في كلا الجانبين، مع التركيز على تأثير الشخصية في تشكيل خياراتهم. حدد لاباري ثماني سمات تميز المجموعتين. كان الموالون أكبر سنًا وأثبتوا أنفسهم في المجتمع بشكل أفضل وكانوا أكثر مقاومةً للتغيير والابتكار مقارنة بالوطنيين. شعر الموالون بأن التاج البريطاني أو الملكية يمثل الحكومة الشرعية وأن معارضتها تعتبر انتهاكًا أخلاقيًا، في حين اعتقد الوطنيون أن المعركة كانت من أجل العدالة الأخلاقية لأن الحكومة البريطانية انتهكت الحقوق الدستورية للإنجليز. انحاز الذين أُبعدوا بسبب الهجمات الجسدية ضد المسؤولين الملكيين إلى جانب الموالين، بينما انحاز أولئك الذين استاؤوا من ردود الفعل البريطانية تجاه حادثة حفلة شاي بوسطن إلى جانب الوطنيين. بقي التجار في المدن المينائية موالين بسبب الروابط المالية طويلة الأمد مع بريطانيا، بينما كان عدد قليل من الوطنيين مرتبطين بمثل هذه التجارة. وفقًا لما ذكره لاباري كان بعض الموالين يعتبرون الاستقلال أمرًا حتميًا في المستقبل ولكنهم كانوا يماطلون، على الجانب الآخر سعى الوطنيون لاغتنام الفرصة. أشار لاباري إلى اتسام الموالون بالحذر والخوف من الفوضى أو الطغيان الذي قد ينجم عن حكومة الدهماء من قبل عامة الشعب، بينما كان الوطنيون يعملون بشكل منهجي للوقوف ضد الحكومة البريطانية. يزعم لاباري بأن الموالين كانوا متشائمين ويفتقرون إلى الثقة التي تمتع بها الوطنيون بسبب اقتراب الاستقلال.

### الوطنيون والضرائب
رفض الوطنيون الضرائب التي فرضتها الهيئات التشريعية إن لم يكن لهم تمثيل برلماني بشكل مباشر. وكان شعارهم «لا ضريبة بدون تمثيل» إشارةً إلى عدم وجود تمثيل لهم في البرلمان البريطاني. رد البريطانيون بأن هناك ما يسمى بالتمثيل الافتراضي أي أن جميع أعضاء البرلمان يمثلون مصالح جميع مواطني الإمبراطورية البريطانية. أعلن بعض الوطنيين من جانبهم أنهم لا يعارضون الولاء للملك لكنهم أصروا على أخذ حقهم في إدارة شؤونهم بأنفسهم. في الحقيقة أدار الوطنيون شؤونهم الخاصة منذ فترة الإهمال المفيد قبل الحرب الفرنسية والهندية، إذ هاجم الوطنيون المتطرفون موظفي الضرائب والجمارك بالقطران والريش ما جعل هذه المناصب خطيرة. كانت هذه الممارسة شائعة بشكل خاص في بوسطن وفقًا لبنجامين إيرفين حيث كان يعيش عدد كبير من الوطنيين.